# Gnophos mardinaria
Gnophos mardinaria är en fjärilsart som beskrevs av Otto Staudinger 1901. Gnophos mardinaria ingår i släktet Gnophos och familjen mätare. Inga underarter finns listade i Catalogue of Life.